# Wilsdruffer Tor

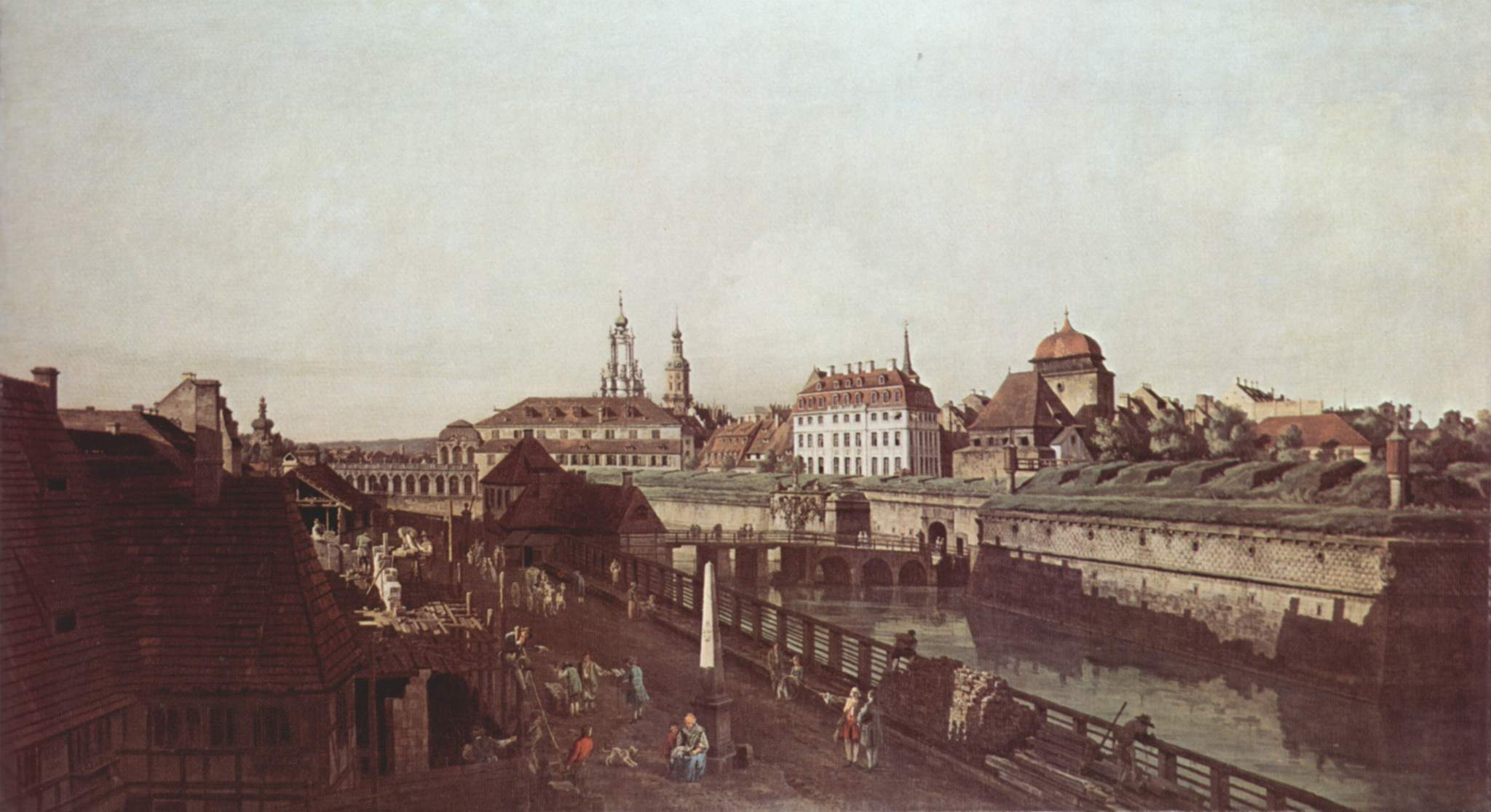
Bernardo Bellotto („Canaletto“, 1721–1780): Ansicht von Dresden, Die Festungswerke in Dresden, Festungsgraben mit Brücke zwischen Wilschen Tor und Postmeilensäule, etwa 1750

Das Wilsdruffer Tor, in älteren Zeiten auch Wil(i)sches Tor genannt, war eines der Haupttore in den Dresdner Befestigungsanlagen. Es war das westliche Stadttor am Ausgang der Wilischen Gasse, der heutigen Wilsdruffer Straße. Das Tor wurde 1313  erstmals urkundlich erwähnt und 1811 im Zuge der Entfestigung Dresdens abgetragen. Benannt war das Tor nach der westlich von Dresden gelegenen Stadt Wilsdruff.
Bereits Anfang des 15. Jahrhunderts wurde das Wilsche Tor ausgebaut. Im Rahmen des Festungsumbaus wurde es 1548 durch Caspar Vogt von Wierandt erweitert. Wegen Baufälligkeit nahmen nach 1568 Paul Buchner und Hans Irmisch größere Umbauten vor, wie den Aufbau eines zweiten Geschosses mit Dachhaube und Turmknopf.
Über die Jahrhunderte entstand durch Ansiedlungen vor dem Tor die Wilsdruffer Vorstadt, in der auch verschiedene Mühlen, angetrieben durch den Weißeritzmühlgraben, standen.

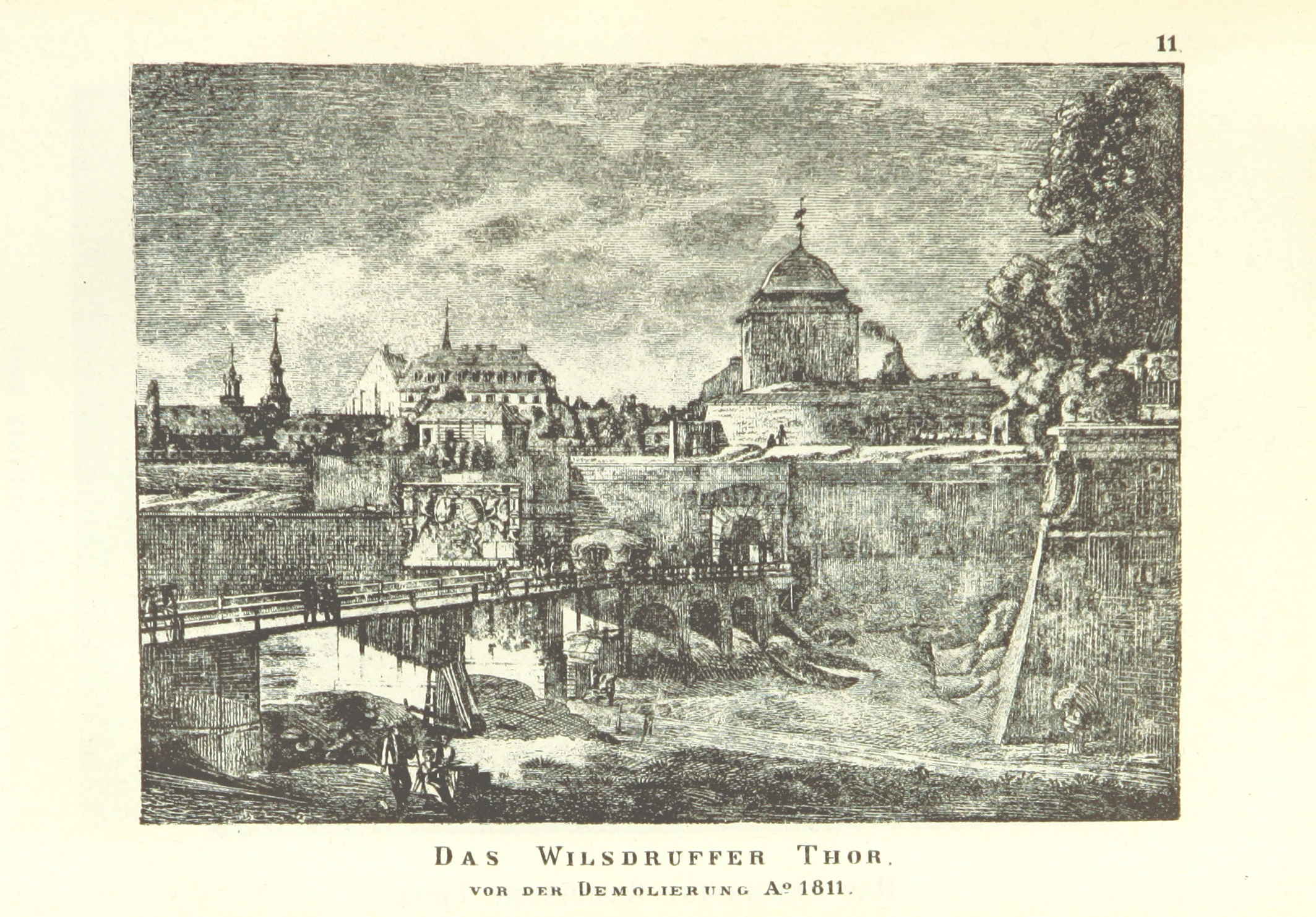
Das Wilsdruffer Tor kurz vor der Abtragung 1811

Die Entfestigung Dresdens begann 1809, das Wilsdruffer Tor wurde 1811 abgetragen. Der Abriss sowie die Verfüllung des Festungsgrabens vergrößerten den Wilsdruffer Thorplatz und es entstanden neue Baugrundstücke. 1865 erfolgte dann die Umbenennung des Platzes in Postplatz, an dessen Westseite die namensgebende Hauptpost stand.

Kopien der Postmeilensäule
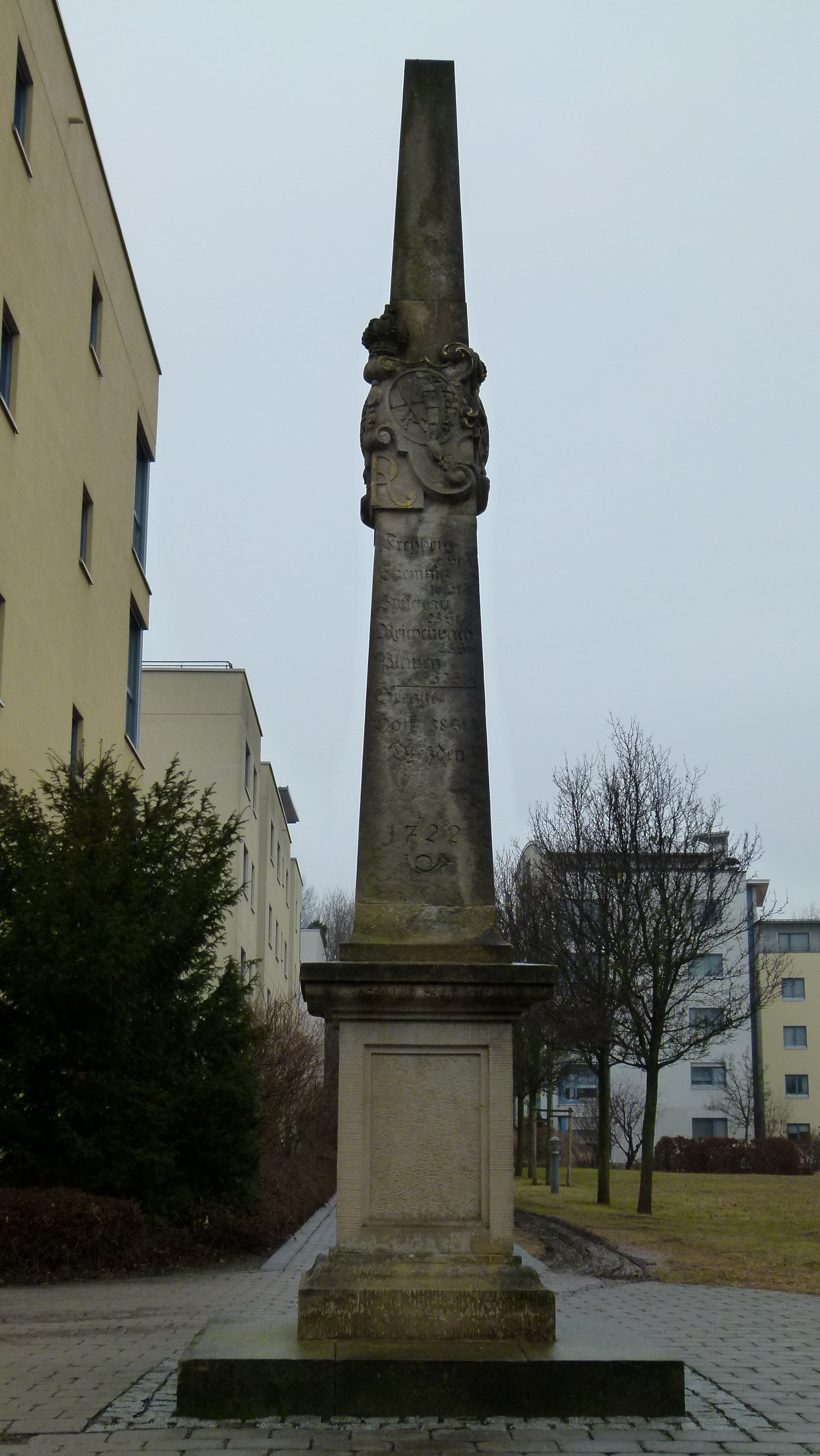
Münzmeisterstraße
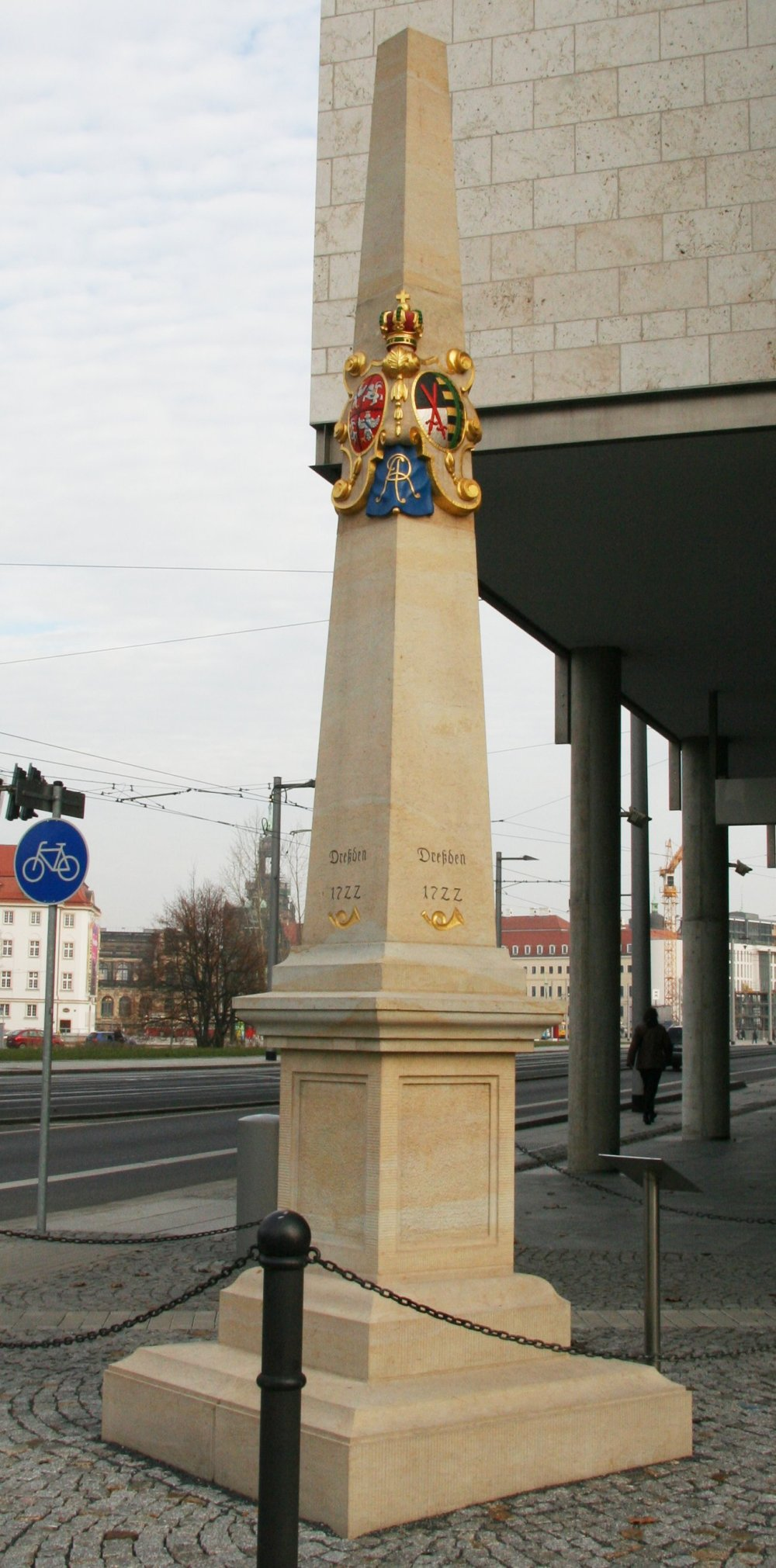
Herta-Lindner-Straße

Von der kursächsischen Postmeilensäule, die 1722 vor dem Wilsdruffer Tor, etwa an der Annenstraße Ecke Herta-Lindner-Straße, aufgestellt wurde, existieren in Dresden heute zwei öffentliche Kopien. Eine von 1967 steht in Zschertnitz in der Münzmeisterstraße und trägt die Inschriften von 1722, jedoch an falschen Seiten. Die andere Nachbildung von 1997 nahe dem Postplatz, unweit vom Originalstandort, an der Herta-Lindner-Straße Ecke Freiberger Straße, trägt die Inschriften von 1732 an den richtigen Seiten. Letztere gilt als die bessere Rekonstruktion.